# Запис храст код школе (Липовац)
Запис храст код школе (Липовац) се налази на парцели чији је власник Месна заједница Липовац.

## Локација
| Општина             | Топола                                                           |
| Катастарска општина | Липовац                                                          |
| Потес               | Караула                                                          |
| Координате          | 44° 15′ 26″ С; 20° 38′ 20″ И / 44.257199999999997° С; 20.6389° И |
| Надморска висина    | 0m                                                               |

## Карактеристике
Дендрометријске вредности утврђене на терену и сателитским снимцима:
| Стабло                     | Храст |
| Висина стабла              | m     |
| Обим дебла                 | m     |
| Пречник крошње             | 21m   |
| Пречник дебла              | m     |
| Висина дебла до прве гране | m     |

## База записа
Запис је у оквиру Викимедија пројекта "Запис - Свето дрво" заведен под редним бројем 0615.